# 귀문 (영화)
《귀문》은 2021년에 개봉한 대한민국의 영화이다.

## 캐스팅
- 김강우 : 도진 역 (아역: 장재하)
- 김소혜 : 혜영 역
- 이정형 : 태훈 역
- 홍진기 : 원재 역
- 엄채영 : 미린 역
- 장재호 : 석호 역
- 송지현 : 미린 원혼 역
- 이화영 : 도진 모 역
- 배상돈 : 미린 부 역
- 장해숙 : 미린 모 역
- 정형찬 : 악령 / 황영일 역
- 라현호 : 박대호 역
- 김상보 : 경찰남 역
- 최윤빈 : 인부 1 역
- 신삼봉 : 인부 2 역
- 현영균 : 인부 3 역
- 김정한 : 인부 4 역
- 박종찬 : 기자 1 역
- 한다희 : 기자 2 역
- 정재헌 : 기자 3 역
- 손지영 : 도진 여동생 역 (아역: 김라윤)
- 윤우중 : 자살남 역
- 송주하 : 자살녀 역
- 송성애 : 무당 1 역
- 김태인 : 무당 2 역
- 김아천 : 노이인부 역
- 이예량 : 여고생 역
- 최성필 : 사복경찰 1 역
- 이경재 : 사복경찰 2 역
- 임지회 : 악령손 1 역
- 한선애 : 악령손 2 역
- 김지연 : 악령손 3 역
- 전윤지 : 악령손 4 역
- 박윤경 : 악령손 5 역
- 윤소영 : 악령손 6 역
- 구가은 : 경찰녀 역